# Komuna e Blinishtit
Komuna e Blinishtit är en kommun i Albanien.   Den ligger i prefekturen Qarku i Lezhës, i den norra delen av landet, 60 km norr om huvudstaden Tirana.
Trakten runt Komuna e Blinishtit består till största delen av jordbruksmark.  Runt Komuna e Blinishtit är det ganska tätbefolkat, med 144 invånare per kvadratkilometer.